# نیکول دی‌هاف
نیکول دی‌هاف (انگلیسی: Nicole DeHuff؛ ۶ ژانویهٔ ۱۹۷۵ – ۱۶ فوریهٔ ۲۰۰۵) یک هنرپیشه اهل ایالات متحده آمریکا بود.
در سال ۲۰۰۵ میلادی، نیکول دی‌هاف به نوعی «سینه‌پهلوی ویروسی» مبتلا گشت که با دو بار مراجعه به بیمارستان، توسط پزشکان تشخیص داده نشد. وی بزودی دچار «عفونت استافیلوکوکی» و سپس «سپتیسمی» شد و در روز ۱۶ فوریه ۲۰۰۵ بر اثر ایست قلبی ناشی از آن، در سن ۳۰ سالگی درگذشت.

## گزیدهٔ آثار

### سینما
- ملاقات با والدین (۲۰۰۰)

### تلویزیون
- سی‌اس‌آی: میامی (۲۰۰۴)
- مانک (۲۰۰۴)
- سی‌اس‌آی (۲۰۰۱)